# Eugène Lageat
 (octobre 2008).
Si vous disposez d'ouvrages ou d'articles de référence ou si vous connaissez des sites web de qualité traitant du thème abordé ici, merci de compléter l'article en donnant les références utiles à sa vérifiabilité et en les liant à la section « Notes et références ».
Eugène François Lageat (né le 10 août 1862 à Trévou-Tréguignec en Bretagne et mort à Lannion le 15 juin 1925) est un photographe et éditeur de cartes postales français.

## Parcours

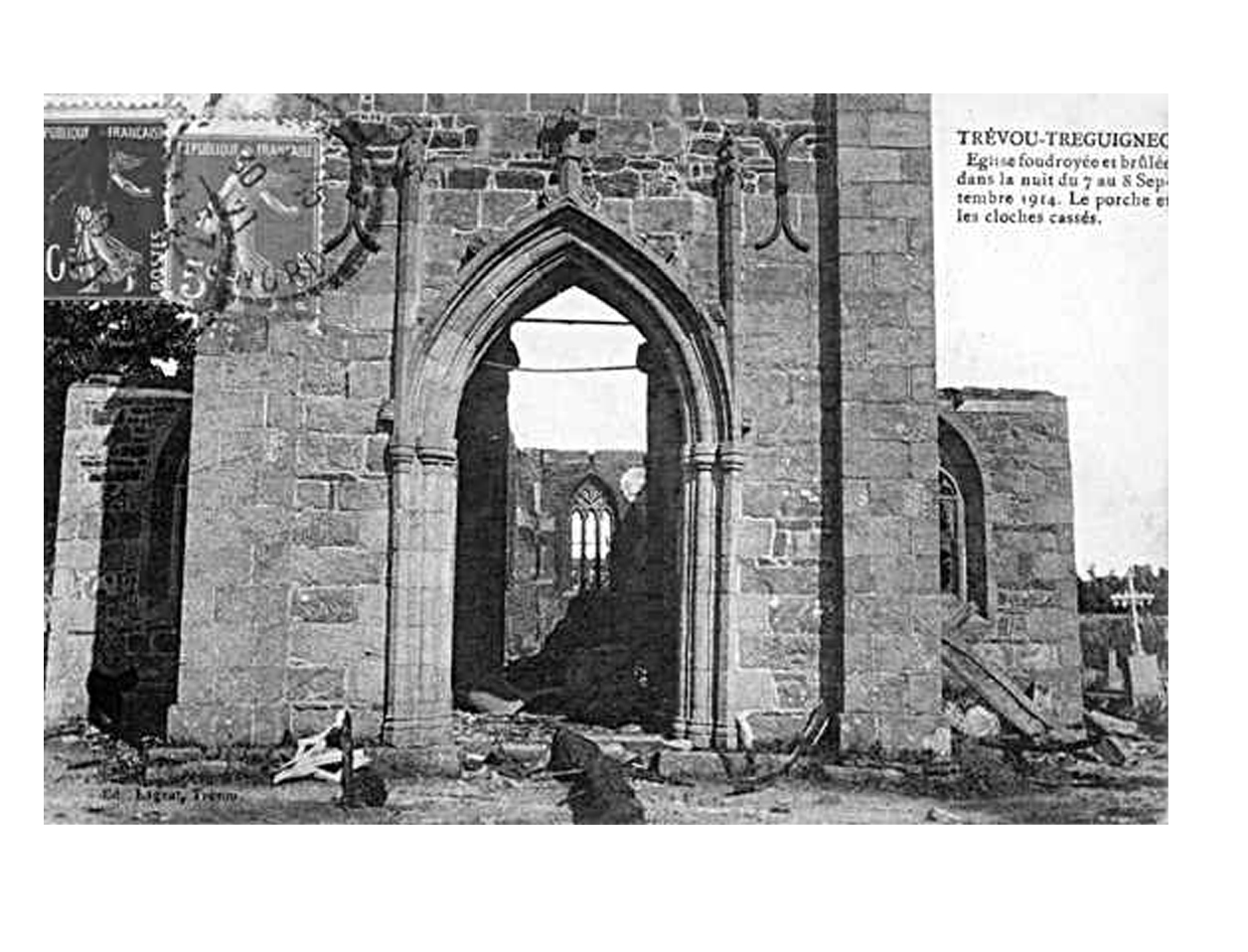
Photo des éditions Lageat

Issu d'une famille de cordonniers, il sera lui-même maître bottier.
Le 27 mai 1891, il épouse Félicité Marie Seguin, héritière et descendante directe de la famille Seguin. Le père Abel Georges Seguin (1836-1895) est rentier et maire de Dannes dans le Pas-de-Calais de 1865 à 1882. La mère Lydia Elmore (1846-1885) est issue d'une famille anglaise très riche également.
C'est sans doute cette nouvelle richesse aussi providentielle que soudaine qui va permettre à Eugène Lageat d'acquérir une chambre noire et de devenir photographe. En 1898, année de son divorce, il est déjà installé à Chantenay près de Nantes et exerce cette profession. Il se remarie le 30 juillet 1903 à Nantes avec Marie Yvonne Plourin (domiciliée à Nantes, mais née à Trélévern). Ensuite, il revient à Trévou et crée un atelier dans sa commune natale vers 1910. Il est à cette époque de bon ton dans les familles trégorroises de venir se faire tirer le portrait chez Eugène Lageat. Ce dernier va également éditer des cartes postales sur Trévou-Tréguignec, Trélévern, Penvénan et Pleumeur-Bodou.

## La famille Seguin
Pour comprendre l'origine de la fortune de la famille Seguin, il faut remonter à Armand Seguin (1767-1835). Ce dernier fut le collaborateur d'Antoine Lavoisier et cobaye humain de l'expérience sur la respiration animale. Il fut aussi un des découvreurs de la morphine. Chimiste, il mit au point un procédé de tannage des peaux et installa une manufacture sur l'Île Seguin, sur la Seine à Boulogne-Billancourt près de Paris.
Il devint extrêmement riche en devenant le fournisseur de l'armée. Ses héritiers revendront l'Île Seguin et vivront pendant plusieurs générations de sa colossale fortune. Sauf peut-être un seul : Armand Seguin, ami de Gauguin et peintre de l'École de Pont-Aven qui est mort dans la misère à Châteauneuf-du-Faou.